# Lisbet Calner
Lisbet Linnéa Calner, född Lundahl 13 juni 1939 i Östra Ryds församling i Stockholms län, är en svensk politiker (socialdemokrat). Hon var ordinarie riksdagsledamot 1982–2002, invald för Västra Götalands läns västra valkrets (tidigare under valkretsnamnet Bohuslän).
Efter normalskola genomgick Calner Postverkets internutbildning 1957–1959 och blev examinerad och anställd postexpeditör från 1959.
I riksdagen var Calner ledamot i finansutskottet 1985–2002. Hon var ledamot i Europarådets svenska delegation 1995–2002 och ledamot i riksdagens delegation till Interparlamentariska unionen 1998–2002. Calner var även suppleant i trafikutskottet och i Europarådets svenska delegation.